# Tre figli in gamba
Tre figli in gamba (Christmas Eve) è un film del 1947 diretto da Edwin L. Marin.

## Trama
Philip Hastings, nipote della vedova Matilda, milionaria in avanti con gli anni, si avvale della collaborazione del giudice Alston, e di uno psichiatra, per cercare di far dichiarare legalmente incapace la zia, che spende cifre notevolissime in opere benefiche: in tal modo Philip, che già amministrava parte del patrimonio dell'anziana parente, avrebbe potuto gestirlo in toto, ed evitare che venisse dilapidato.
Matilda, in gioventù, aveva adottato tre bambini, che, una volta cresciuti, aveva permesso – con la lungimirante e solida eccentricità che la caratterizzava, allora come ora -  che lasciassero, pienamente consenzienti peraltro, la casa parentale per trovare ciascuno il proprio posto nel mondo. Ella, contraria alla possibilità che il nipote potesse diventare suo guardiano, convince il giudice a ripresentarsi a casa propria la vigilia di Natale, dicendosi convinta che i tre figli, coi quali non aveva avuto contatti per lungo tempo, si sarebbero fatti vivi un tale occasione festiva ed in tale circostanze emergenziali, e si sarebbero dimostrati pienamente in grado di sostenere la madre adottiva.
Il primo figlio, Michael, viene rintracciato da Philip, che cerca di assicurarsi che non ritorni alla casa materna, facendo leva sugli ingenti debiti che Michael ha contratto. 
Un investigatore aiuta Matilde a ritrovare poi il secondo figlio, Mario, un uomo d'affari in Sudamerica: egli appare essere stato coinvolto in passato in un crimine finanziario che l'aveva costretto a lasciare gli Stati Uniti. Per tale motivo è assai difficile che egli ritorni, perché avrebbe allora dovuto rispondere davanti alla legge delle sue malefatte. Mario era stato inoltre coinvolto, a sua insaputa, nella fuga di un criminale nazista condannato al processo di Norimberga: criminale che egli, dopo alterne vicende, uccide. Giustizia, dunque, sebbene fatta in casa.
Jonathan, il terzo figlio, campione di rodeo, si invischia in un'avventura ancora più  incredibile: quando egli si presenta la vigilia di Natale, infine, inaspettatamente, nella casa di Matilde – insieme agli altri due fratelli, e ciascuno si presenta con una fidanzata, di svariata provenienza -, egli porta con sé ben tre neonati, che rocambolescamente ha sottratto ad un racket di traffico di infanti.
Matilde accoglie i tre figli, le tre nuore, e i tre nipotini  Mentre le regole sull'adozione sono bellamente eluse, si scopre che Philip è il vero colpevole del reato attribuito a Mario, e che egli pure non ha mai smesso di derubare la zia. Viene dunque arrestato. Buon Natale.